# 三角洲双须虫
三角洲双须虫（学名：Eteone delta）为叶须虫科双须虫属的动物，是中国的特有物种。分布于长江三角洲、杭州湾、福建等地，常生活于淡水和咸淡水区。